# (5891) Gehrig
(5891) Gehrig ist ein Asteroid des Hauptgürtels, der am 22. September 1981 vom tschechischen Astronomen Antonín Mrkos am Kleť-Observatorium (IAU-Code 046) in Südböhmen in der Nähe der Stadt Český Krumlov entdeckt wurde.
Der Himmelskörper wurde am 28. August 1996 nach dem US-amerikanischen Baseballspieler Lou Gehrig (1903–1941) benannt, der während seiner gesamten Karriere bei den New York Yankees als First Baseman in der Major League Baseball (MLB) spielte.